# 愛國教育支援中心
愛國教育支援中心是一座香港用於推行國家安全及國民教育的中心，位於沙田豐盛苑宣道會陳元喜小學前校舍。中心由香港教育工作者聯會以自負盈虧形式籌建及經營，於2022年7月16日正式開幕，以慶祝香港特區成立25周年活動。而籌建目的為幫助推動愛國教育，支援教師所需。

## 背景
教聯會過往曾營辦國民教育服務中心及國民教育中心，其後因2012年反國民教育科運動而停止運作。
2021年8月，教聯會就該年施政報告的教育範疇，建議特區政府成立愛國教育支援中心。此中心可支援學校推行國家安全教育，為教師提供專業培訓，同時為學生提供多元化教學活動，以學習國家安全、一國兩制等知識。
同時於同年中旬，該會物色營辦愛國教育支援中心的空置校舍，教育局亦提供政策支援。2022年1月，獲批使用宣道會陳元喜小學前校舍，並預計在2月農曆新年後正式展開改建工程，以期望在年中正式開幕。

## 未來發展
該中心將設4個常設展館，主題包括中國近代史、中國憲法及香港基本法、國家安全教育、中國國情等，而原有的雨天操場將視乎需要作為臨時展館。同時原有的地下籃球場將被改裝為升旗訓練場地。另外，該中心未來可能為教師製作教材。
現時，教聯會仍規劃該中心的具體開放時間、日後活動等細節，並考慮收取入場費。